# Николаев, Николай Александрович
Николай Александрович Николаев — советский хозяйственный, государственный и политический деятель.

## Биография
Родился в 1910 году. Член ВКП(б) с 1939 года.
С 1935 года — на хозяйственной, общественной и политической работе. В 1935—1949 гг. — инженер-химик, директор Охтинского химического комбината, 1-й секретарь Ленинского районного комитета ВКП(б) города Ленинграда, заведующий Отделом машиностроения Ленинградского городского комитета ВКП(б), заведующий военным отделом Волосовского райкома ВКП(б), секретарь, 2-й секретарь Ленинградского городского комитета ВКП(б).
Доизбирался депутатом Верховного Совета СССР 2-го созыва.
Покончил жизнь самоубийством в Ленинграде в августе 1949 года.